# Lukšići Ozaljski
Lukšići Ozaljski – wieś w Chorwacji, w żupanii karlowackiej, w mieście Ozalj. W 2011 roku liczyła 46 mieszkańców.